# Paraphypia picta
Paraphypia picta är en insektsart som beskrevs av Williams 1977. Paraphypia picta ingår i släktet Paraphypia och familjen vedstritar.
Artens utbredningsområde är Mauritius. Inga underarter finns listade i Catalogue of Life.